# 해바라기씨

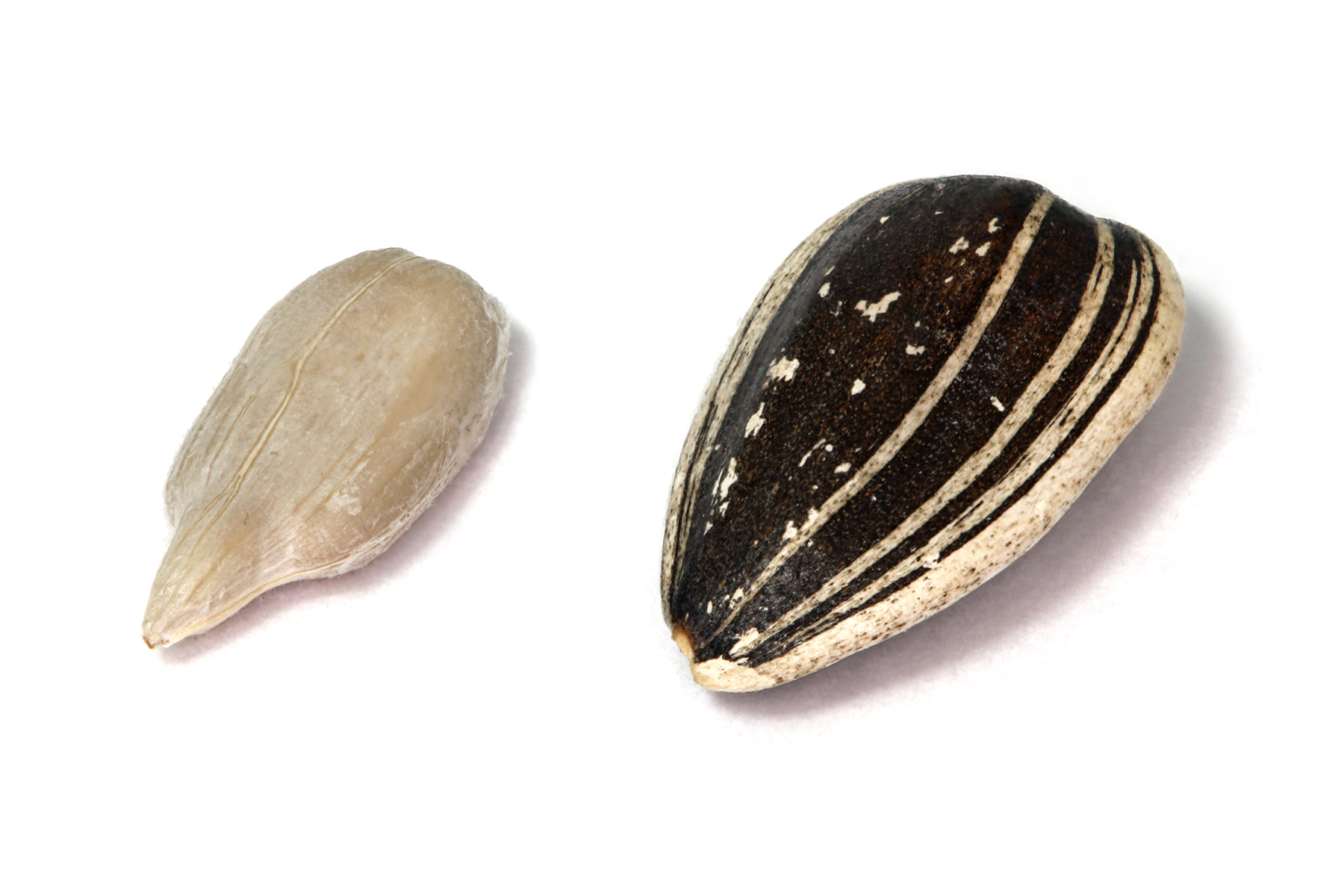
해바라기 씨 (왼쪽이 껍데기를 깐 것, 오른쪽이 껍데기를 까지 않은 것.)

해바라기씨는 해바라기의 씨이다.

## 쓰임새
해바라기씨는 단백질이 풍부하고 마가린이나 식용유를 만드는 데 쓰는 고급 식물성 기름이 많이 들어 있다. 어떤 변종들은 줄무늬가 있는 커다란 씨를 맺는데, 이런 씨는 볶아서 간식으로 먹거나 다른 곡류와 섞어 새 모이로 쓴다. 옛 소련에서 기름용으로 특별히 개발한 품종들은 작은 씨가 검은색을 띠고 기름을 50% 정도 함유한다. 해바라기씨유는 세계에서 콩기름과 야자유 다음으로 중요한 식물성 기름이다. 그 외에도 초콜릿 가공품으로도 쓰는 경우도 있다.

## 생산량
| 해바라기씨 생산량 – 2018년 | 해바라기씨 생산량 – 2018년 |
| 국가                       | 생산량 (단위: 100만 톤)    |
| -------------------------- | -------------------------- |
| 우크라이나                 | 14.2                       |
| 러시아                     | 12.8                       |
| 아르헨티나                 | 3.5                        |
| 루마니아                   | 3.1                        |
| 중국                       | 2.6                        |
| 전 세계 총합               | 52.0                       |
| 출처: 유엔 FAOSTAT         |                            |

## 갤러리

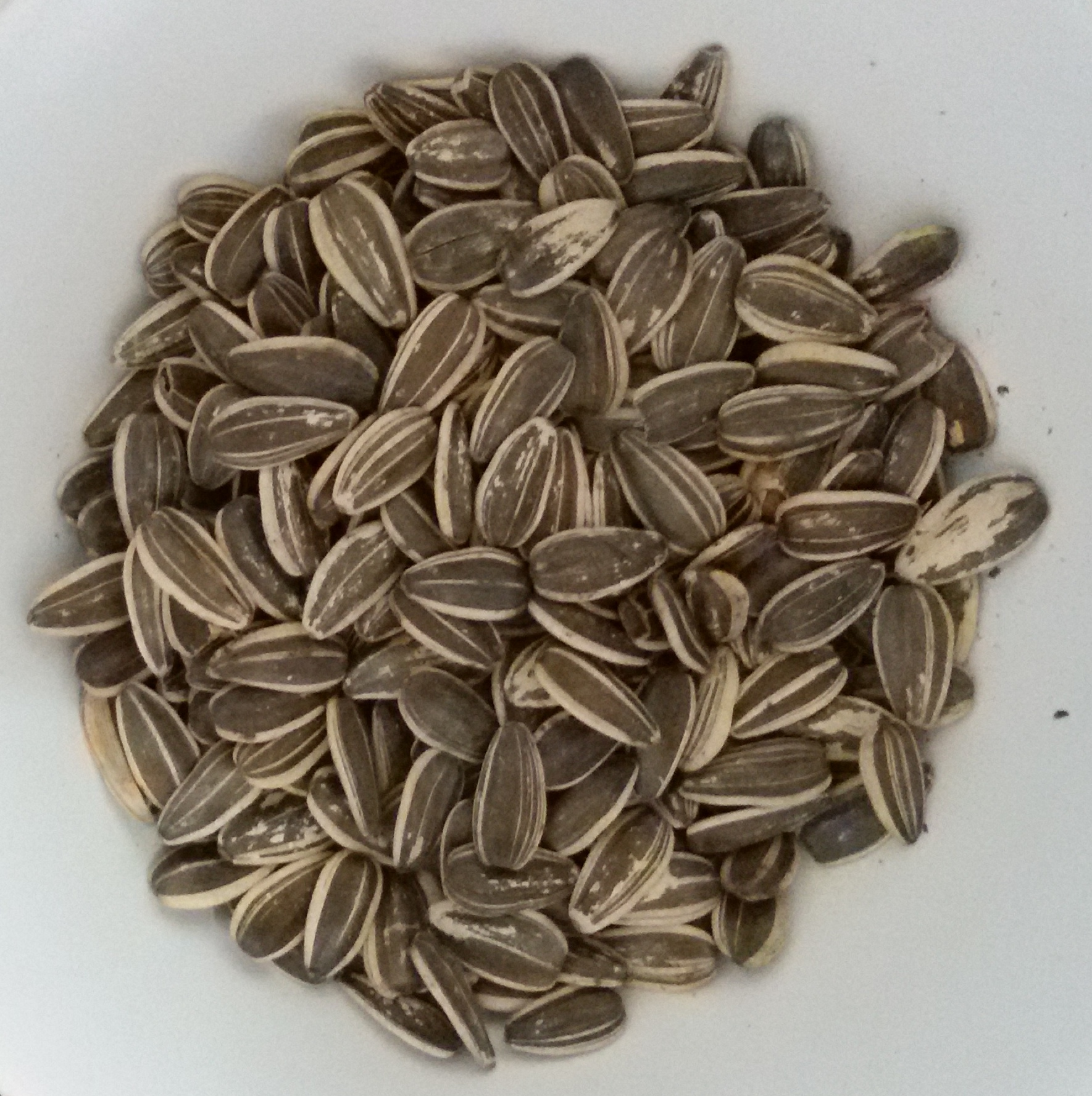
해바라기씨
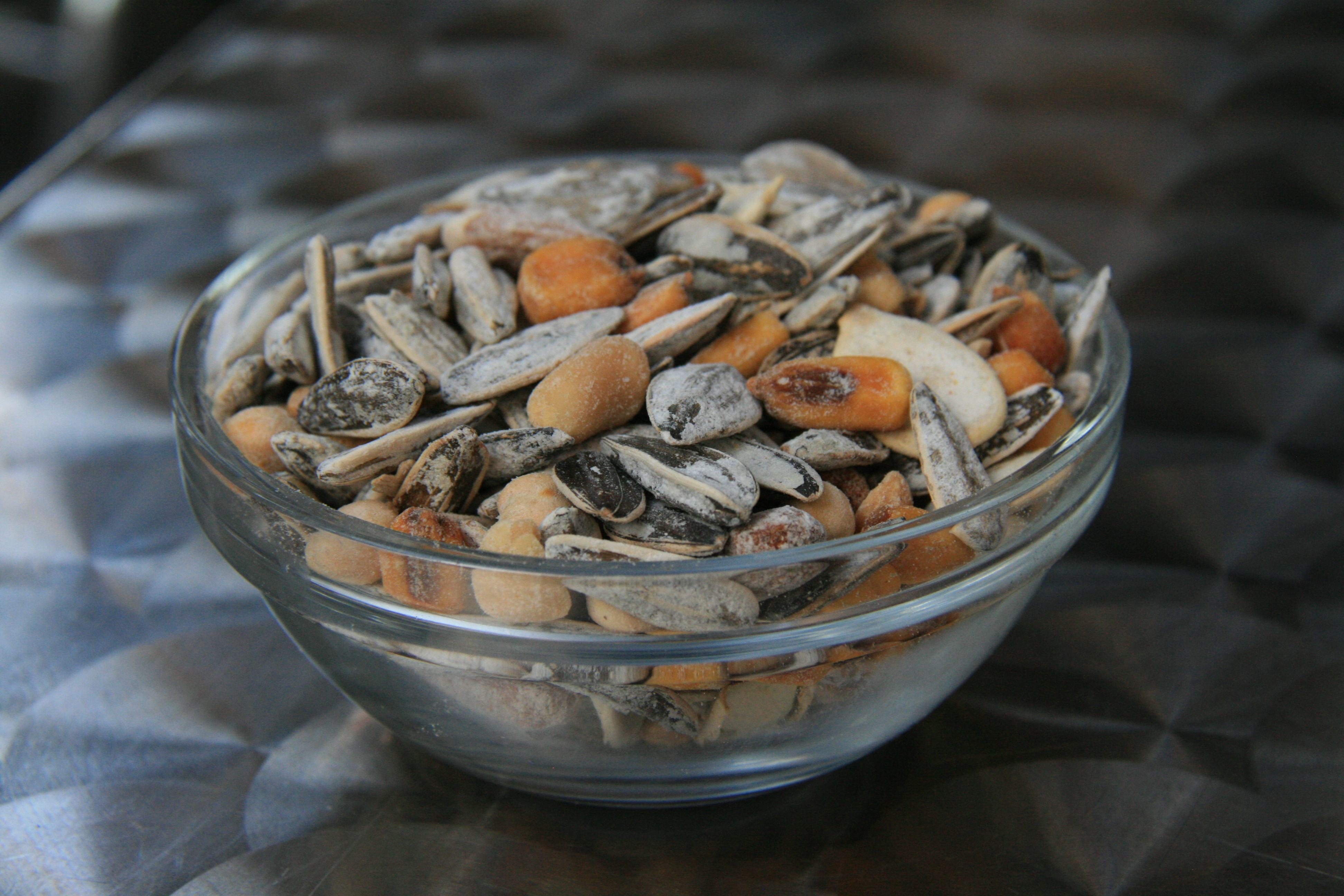
간식용 해바라기씨
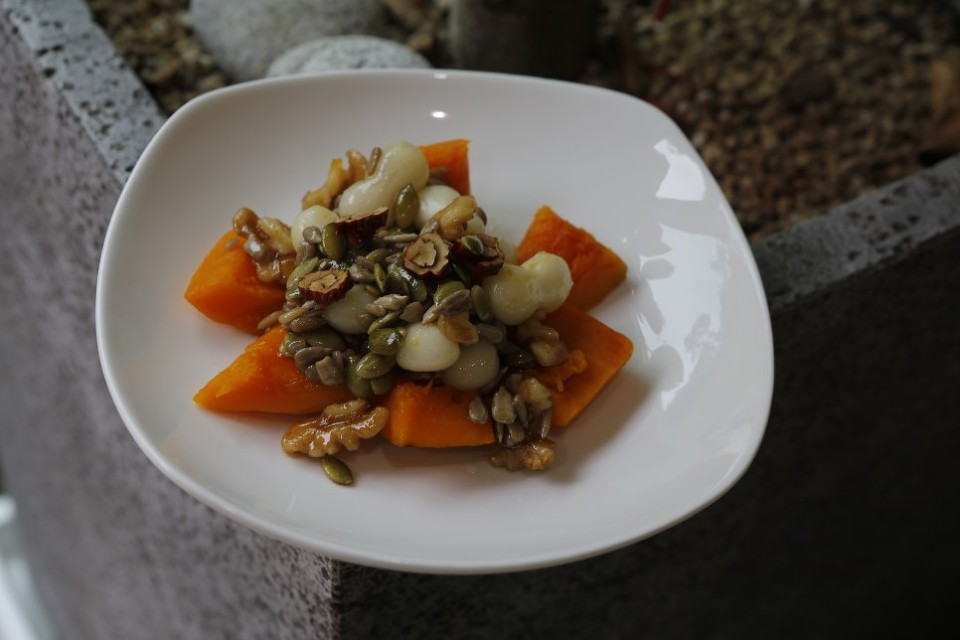
해바라기씨를 고명으로 올린 단호박찜
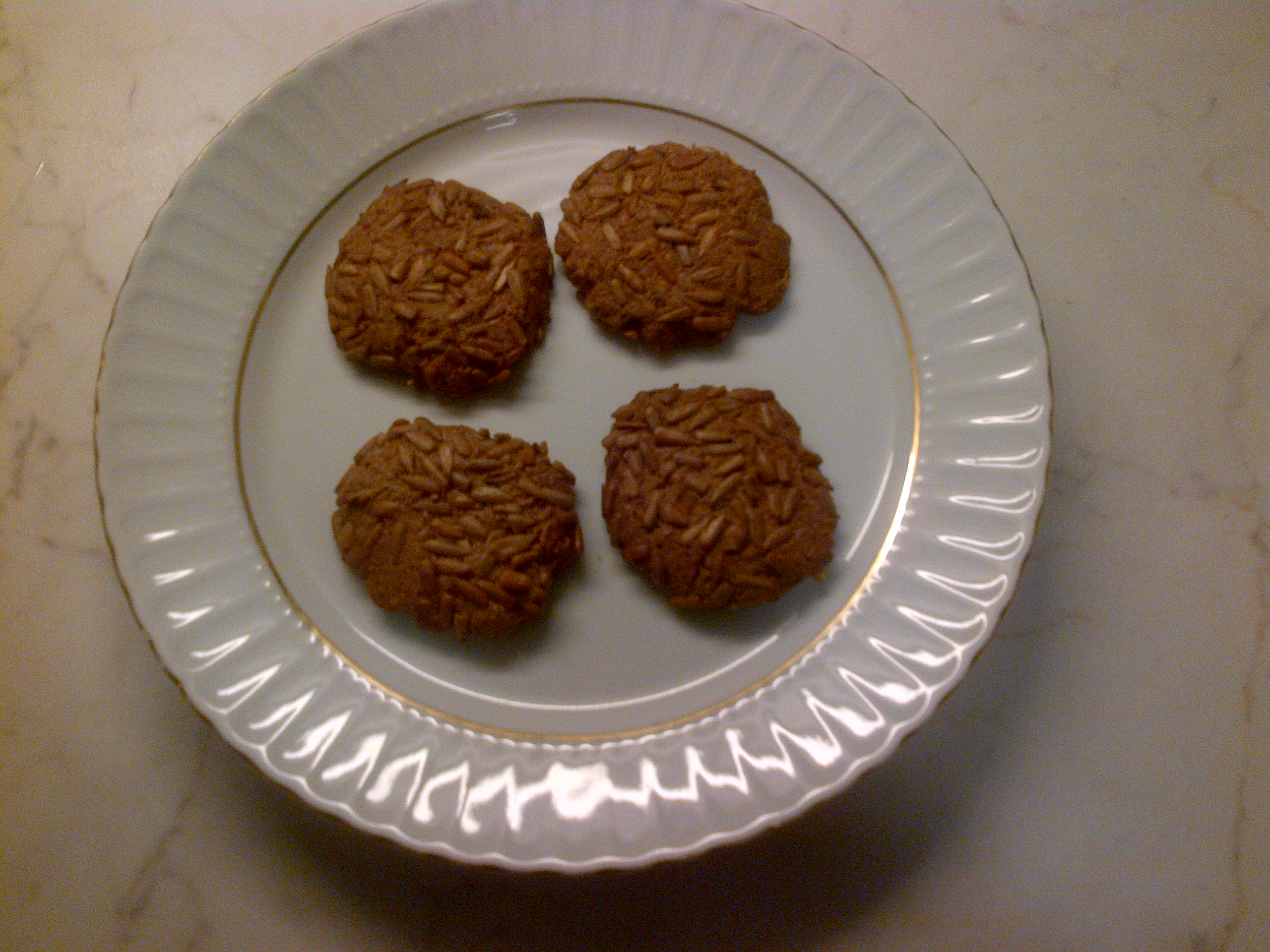
해바라기씨 쿠라비예
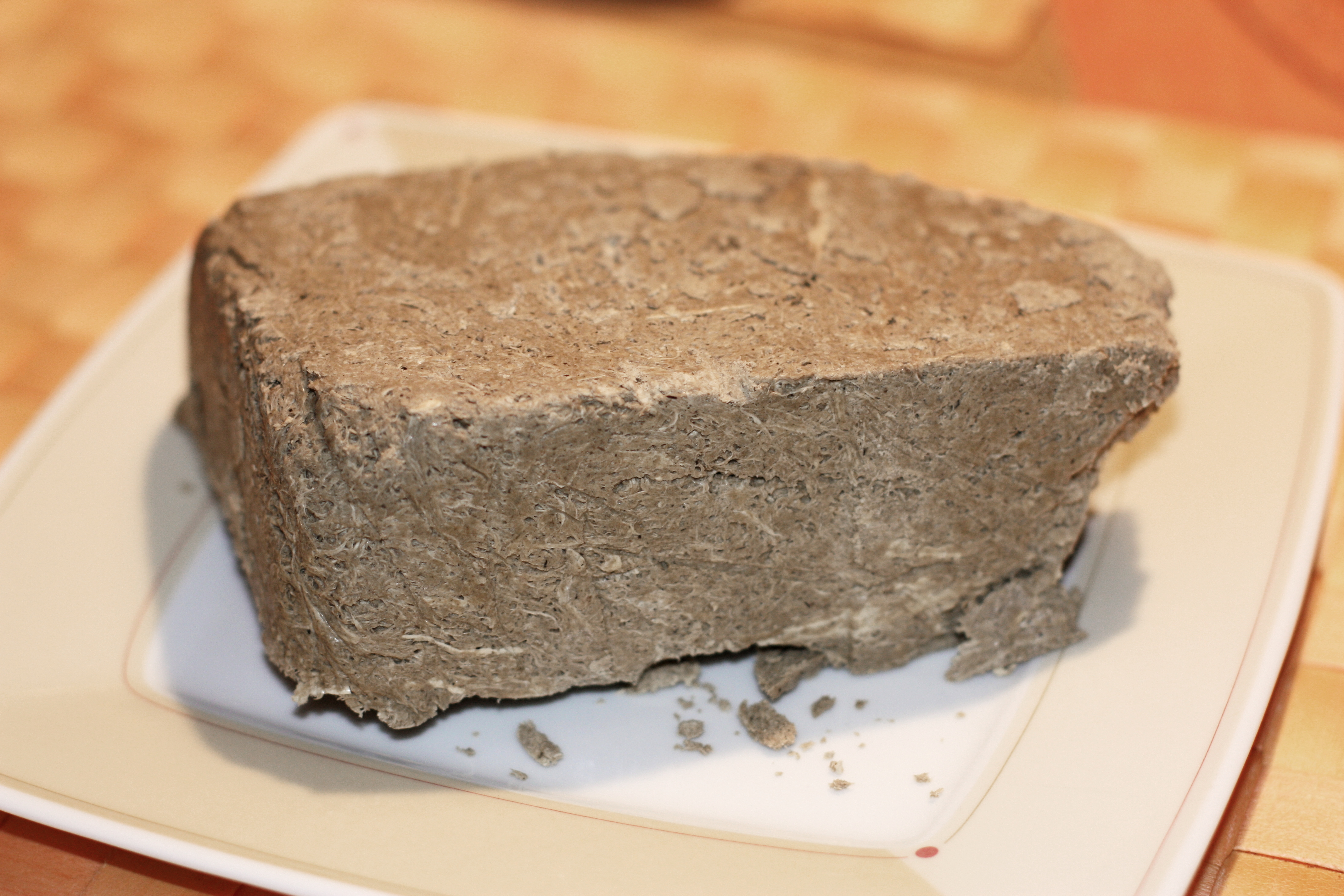
해바라기씨 할와
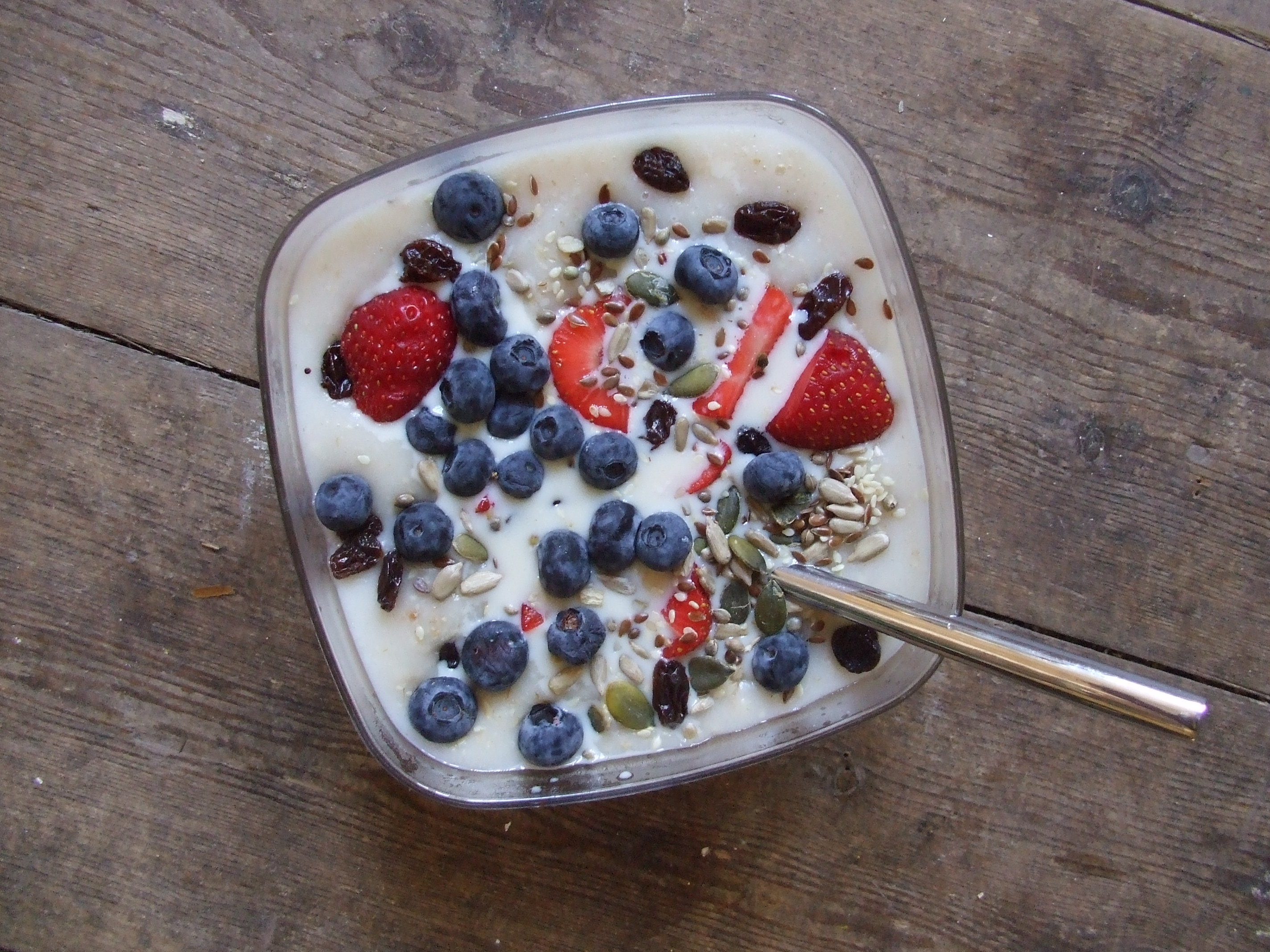
해바라기씨가 들어간 그래놀라를 뿌린 오트밀
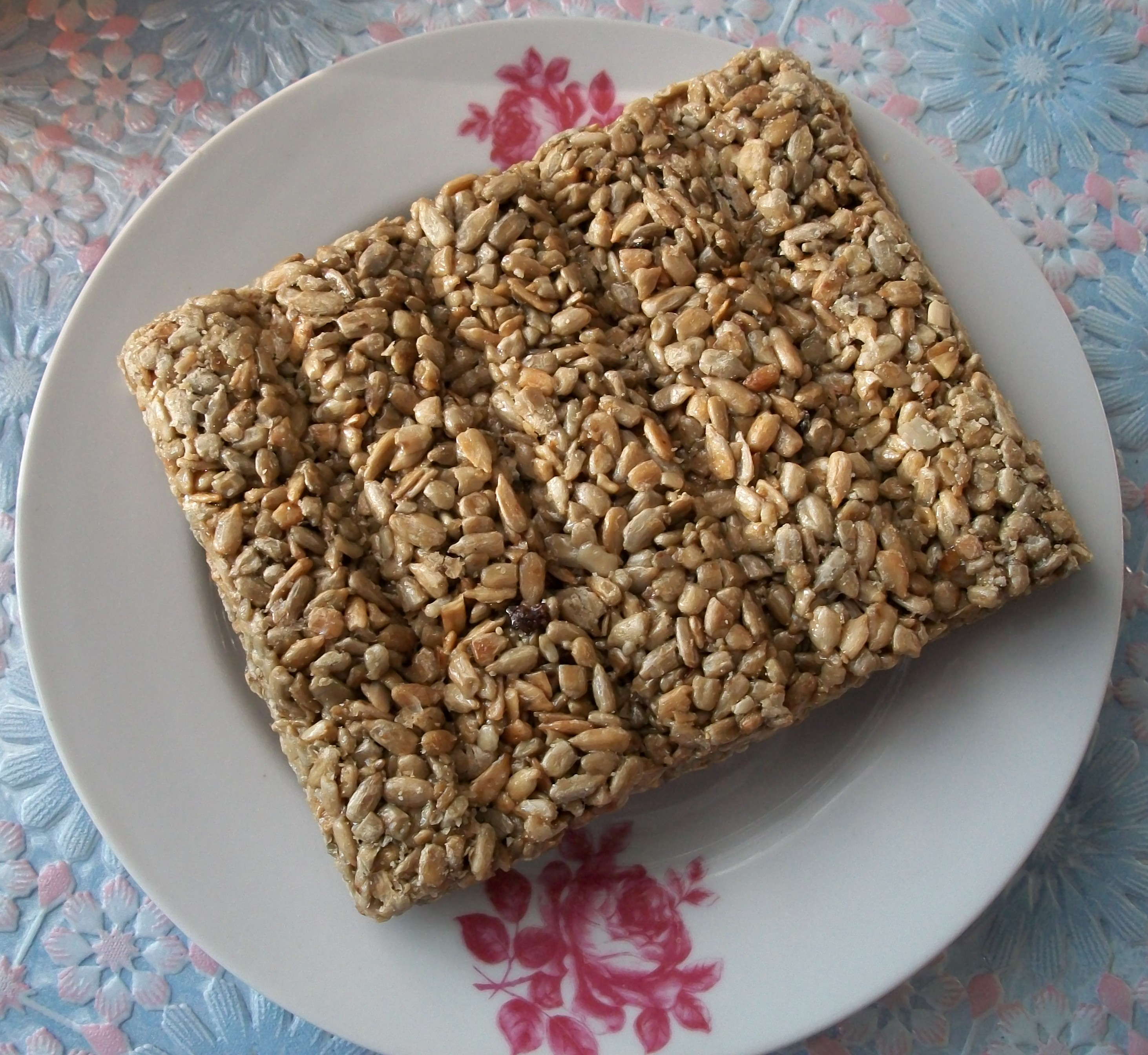
해바라기씨 고지나키
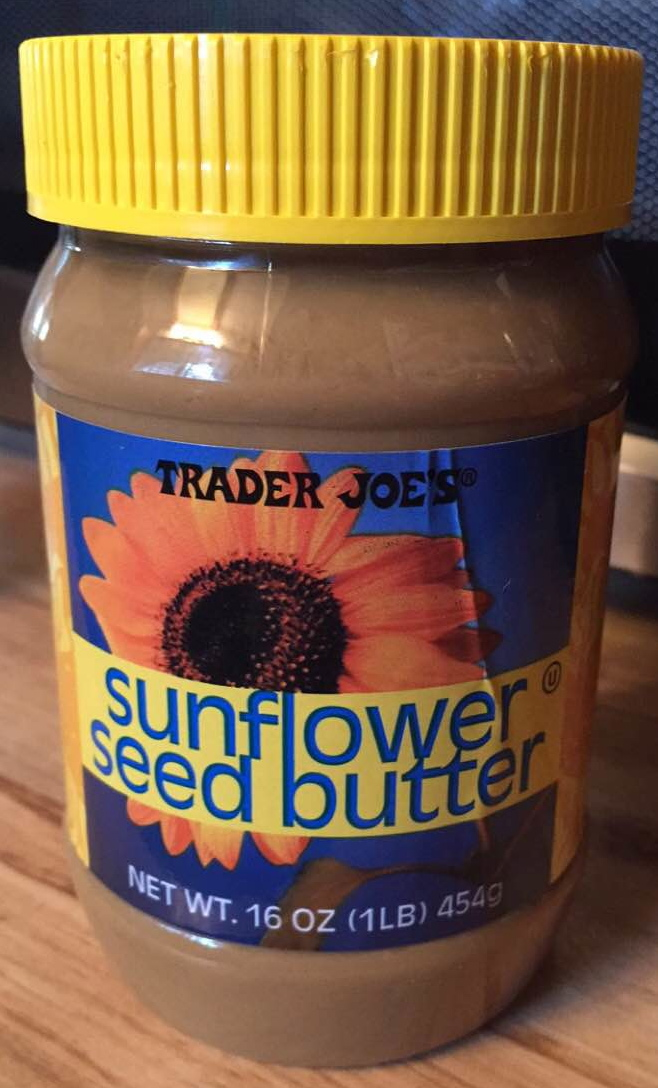
해바라기씨 버터